# Lotta per le investiture

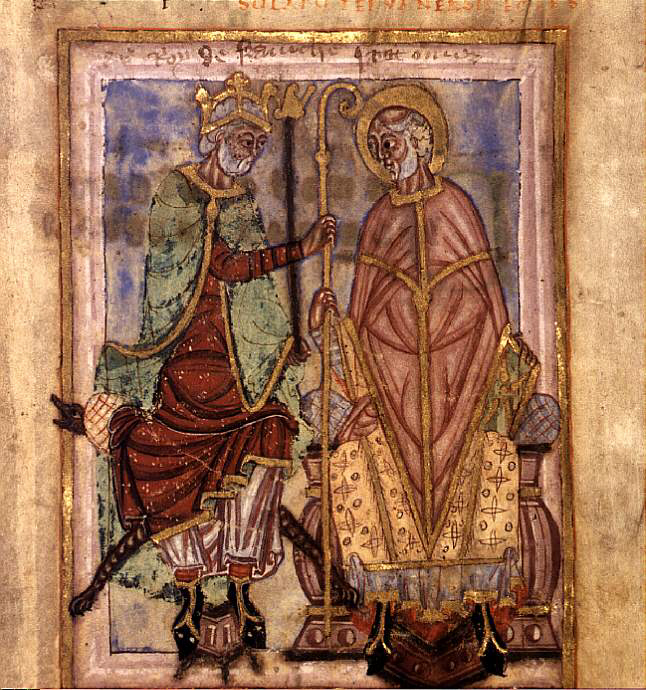
Il re franco Dagoberto I nomina Audomaro di Thérouanne come vescovo di Thérouanne. Miniatura tratta da Vita di saint Omer, XI secolo

Con la locuzione lotta per le investiture si fa riferimento allo scontro tra papato e Sacro Romano Impero che si protrasse dal 1073 fino al 1122, riguardante il diritto di investire (cioè di nominare) gli alti ecclesiastici e il Papa stesso.
Durante il Medioevo l'investitura era un atto con il quale, attraverso un rito detto omaggio, un signore, il senior, conferiva a un'altra persona, il vassus, un possesso o un diritto, il beneficium. Nell'XI secolo i sovrani laici ritenevano una loro prerogativa il potere di nominare vescovi e abati di loro scelta, e quindi investirli spiritualmente, come conseguenza di aver affidato a loro dei beni materiali. Tale consuetudine dava al potere temporale una supremazia su quello spirituale e ciò si era tradotto in un profondo fallimento del clero, non in grado di svolgere la propria funzione.
I primi movimenti intesi ad ottenere una maggior indipendenza della Chiesa si ebbero già all'inizio del 900 all'interno dell'ambiente monastico, ma fu nel secolo successivo che una vera riforma si diffuse in tutta la Chiesa. L'apice di suddetta riforma si ebbe durante il pontificato di papa Gregorio VII (iniziato nel 1073), il quale, fervente sostenitore del primato papale sopra qualsiasi altro potere, entrò duramente in conflitto con l'imperatore Enrico IV, dando inizio alla lotta per le investiture. Lo scontro ebbe risvolti gravi e inediti, con l'imperatore che arrivò ad ordinare al pontefice di dimettersi dal proprio ruolo e questi, per tutta risposta, giunse a scomunicare e deporre il primo. Celebre il viaggio che Enrico intraprese nel 1077 per chiedere perdono a Gregorio VII, ospite in quel tempo della contessa Matilde di Canossa, affinché gli togliesse la scomunica e quindi ripristinasse il dovere di obbedienza da parte dei suoi sudditi, già sollevati contro di lui. Il pontificato di Gregorio terminò tuttavia nel peggiore dei modi: venne eletto un antipapa, Clemente III, mentre il pontefice morì in esilio a Salerno sotto la protezione del normanno Roberto il Guiscardo.
Il confronto perdurò anche con i successori di Gregorio VII, per poi terminare nel 1122, quando papa Callisto II e il nuovo imperatore Enrico V (figlio di Enrico IV) si accordarono con la stipula del concordato di Worms. L'accordo prevedeva che la scelta dei vescovi ricadesse sulla Chiesa e che poi essi prestassero giuramento di fedeltà al monarca secolare; si andava affermando il diritto esclusivo della Santa Sede ad investire le cariche ecclesiastiche con l'autorità sacra, simboleggiata dall'anello vescovile e dal bastone pastorale; l'imperatore invece conservava il diritto di presiedere alle elezioni di tutte le alte cariche ecclesiastiche e di arbitrare le controversie. Inoltre gli imperatori del Sacro Romano Impero rinunciarono al diritto di scegliere il pontefice.

## Origine della lotta

### Rapporti tra Impero e Chiesa tra IX e XI secolo

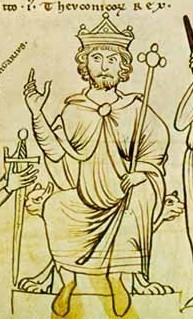
L'imperatore Ottone I di Sassonia

Durante l'impero di Carlo Magno il potere civile era forte e i vescovi tornarono a essere considerati dei semplici funzionari, sulla cui nomina i sovrani potevano interferire pesantemente. A seguito dell'instabilità politica conseguente alla disgregazione dell'impero carolingio la Chiesa latina, e in particolare l'istituzione del papato, attraversò un momento di grave decadenza conosciuto come saeculum obscurum. Corrotto dalle lotte di potere, il trono di Pietro divenne preda delle fazioni locali, screditandone così la sua missione spirituale. In un'epoca segnata da un affievolirsi del potere centrale, il sistema politico che si andò ad affermare fu il feudalesimo, fondato su di un reciproco rapporto tra un signore (senior) che attribuiva un bene materiale (beneficium) a un proprio vassallo, in cambio di fedeltà e aiuto; tale sistema andò inevitabilmente a riflettersi anche sulle cariche ecclesiastiche.
Quando, nel 936, Ottone I di Sassonia divenne re di Germania (e imperatore dal 962), egli basò sistematicamente il proprio potere politico sull'assegnazione di importanti poteri civili ai vescovi da lui nominati. Non potendo essi avere prole legittima a cui passare in eredità i benefici, si veniva a instaurare una situazione solamente temporanea, in quanto alla loro morte la corona li avrebbe recuperati. I primi poteri di cui vennero assegnati furono quelli di districtus, ossia di comando, polizia ed esazione sulla città e sul territorio immediatamente circostante. Sebbene questo sistema amministrativo fosse peculiare della Germania, anche in Francia, Inghilterra e Spagna si instaurarono stretti legami tra il potere spirituale e quello temporale. In questo modo andò a consolidarsi la consuetudine del re di nominare vescovi e abati, una pratica che comunque veniva ampiamente accettata dalla società in quanto il monarca non era visto come un semplice laico ma come un signore scelto da Dio e quindi pienamente legittimato nell'intervenire negli affari della Chiesa.
Pertanto, sotto Ottone I e i suoi successori della dinastia ottoniana, i vescovi della Reichskirche (letteralmente "la Chiesa imperiale") rappresentarono le fondamenta del sistema amministrativo imperiale; la loro investitura veniva simboleggiata dalla consegna dell'anello e del bastone pastorale da parte dell'Imperatore al vescovo nominato. Questa pratica non riguardò solamente le diocesi ma anche i monasteri reali e i grandi capitoli secolari. L'avvento al potere della dinastia salica, nel 1024, con l'elezione di Corrado II, non cambiò nulla in questa organizzazione, che perdurò fino al regno di Enrico III (1039-1056). Monasteri e sedi vescovili diventarono così centri di potere anche economico in tutta Europa e nessun regnante poteva rinunciare a esercitare il controllo sulle nomine di vescovi e abati.
Con tale sistema la funzione vescovile fu snaturata, perché l'assegnazione della carica non era più basata sulle doti morali o sulla cultura religiosa del candidato, ma esclusivamente sulla sua personale fedeltà all'imperatore. La pratica, inoltre, degradò rapidamente nella simonia, cioè nel dare il titolo vescovile a quei laici che erano in grado di versare cospicue somme di denaro all'imperatore, certi di recuperarle in seguito tramite i benefici feudali che ormai accompagnavano la nomina.

### La riforma dell'XI secolo, il ruolo di Enrico III il Nero

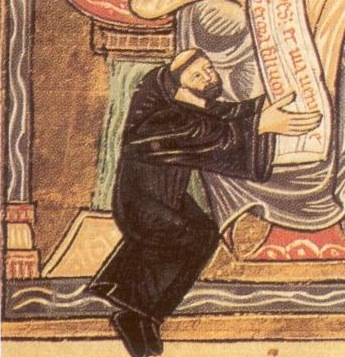
Oddone di Cluny, protagonista della riforma cluniacense

Tale situazione andò inevitabilmente a scontrarsi con gli ideali religiosi di alcuni uomini che proponevano, invece, una Chiesa più vicina agli ideali cristiani e distaccata dalle influenze dei poteri secolari. I primi movimenti riformistici, ispirati dal pensiero di Benedetto d'Aniane, ebbero luogo a partire dalla prima metà del X secolo nei monasteri della Lotaringia e soprattutto nell'abbazia di Cluny in Borgogna, fondata nel 909. Quest'ultima ebbe la particolare caratteristica di godere, grazie al suo atto costitutivo voluto da Guglielmo I di Aquitania, di una sostanziale indipendenza dal potere laico che le permetteva, tra l'altro, di non avere ingerenze sulla nomina degli abati. Ai monaci della congregazione cluniacense era chiesto di perseguire una vita esclusivamente spirituale, secondo una rigida osservanza della regola benedettina, distogliendosi dai beni terreni. Per merito di certe sue personalità di spicco, come Oddone o Maiolo, la cosiddetta riforma cluniacense si espanse per tutta l'Europa con la fondazione di monasteri aderenti alle nuove idee o con la riforma di alcuni già esistenti.
Accanto al movimento riformatore monastico iniziarono anche altri flebili tentativi di cambiamento nella società secolare, sebbene tali sforzi fossero inizialmente isolati e senza continuità. La situazione mutò con la salita al trono di Germania di Enrico III di Franconia, detto il Nero, considerato uno dei più grandi imperatori tedeschi. Con lui si andò a configurare un impero teocratico dove il sovrano rappresentava la guida sia della società temporale sia di quella religiosa, in quanto considerato scelto e unto da Dio e quindi suo rappresentante diretto sulla Terra.

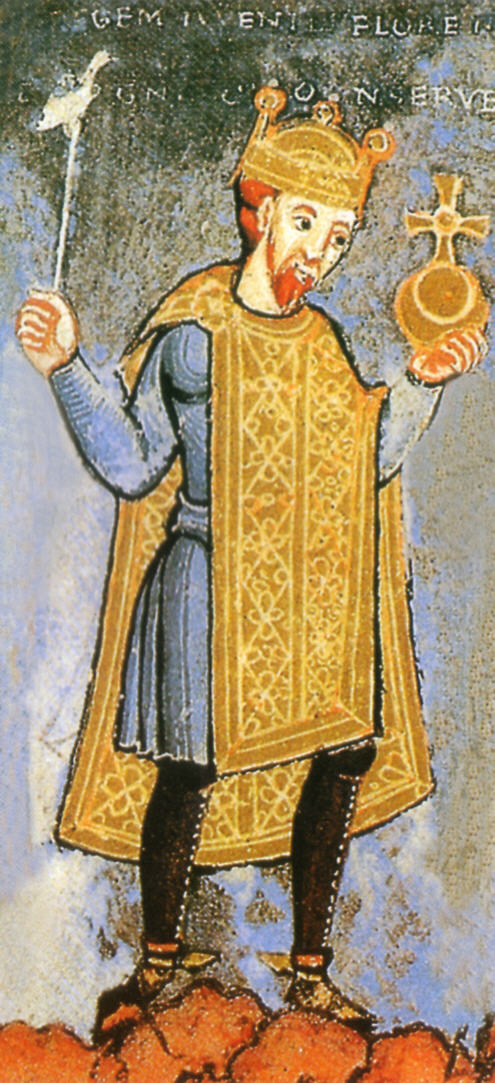
L'Imperatore Enrico III di Franconia: il suo sostegno al movimento cluniacense e il suo intervento nel concilio di Sutri contribuirono alla diffusione della riforma nel mondo secolare

Riconoscendo appieno la funzione sacra del suo ruolo, Enrico III si circondò di consiglieri appartenenti al mondo ecclesiastico e grandi promotori della riforma nata nei monasteri, come Odilone di Cluny, Riccardo di Saint-Vanne e Brunone di Toul, futuro papa Leone IX. Anche grazie a questa cerchia di riformatori Enrico si rivelò molto sensibile ai temi del movimento e in particolare venne influenzato dallo spirito cluniacense, sicuramente anche per via del suo secondo matrimonio con Agnese di Poitou originaria della casata di Aquitania fondatrice con Guglielmo I del monastero di Cluny.
Tuttavia, nonostante l'adesione di Enrico alla riforma e alcune concessioni da lui fatte in merito all'indipendenza dei monasteri, egli non rinunciò del tutto alla sua prerogativa di investire vescovi e abati di sua scelta con tanto di bastone pastorale e l'anello episcopale; tale consuetudine continuò infatti a essere praticata per tutto il suo regno senza suscitare particolare opposizioni, perlomeno nella chiesa secolare, mentre negli ambienti monastici iniziarono a sollevarsi alcune critiche al tradizionale giuramento di fedeltà all'imperatore a cui erano obbligati gli abati. Tale potere di investitura si dimostrò uno dei capisaldi della politica dell'imperatore; infatti, una volta consolidato il suo potere in Germania, egli guardò all'Italia, dove per rafforzare la propria autorità procedette a nominare moltissimi ecclesiastici tedeschi a lui fedeli a capo delle diocesi sparse per tutta la penisola.
Nel 1046 Enrico scese in Italia per partecipare al concilio di Sutri con lo scopo di mettere ordine a una crisi del papato, al centro della quale v'era lo scontro di tre pontefici che si consideravano legittimi: Benedetto IX sostenuto dai Conti di Tuscolo, Silvestro III della famiglia Crescenzi e Gregorio VI che aveva acquistato il papato dal primo. Benedetto IX venne deposto, Silvestro III considerato un usurpatore e Gregorio VI dovette rinunciare all'ufficio e in seguito fu mandato in esilio e scomunicato poiché accusato di simonia. Il sovrano fece eleggere come nuovo papa Suidger, vescovo di Bamberga, che prese il nome di Clemente II e che nel Natale seguente incoronò lo stesso Enrico come imperatore del Sacro Romano Impero.
L'intervento di Enrico a Sutri trovò molti consensi all'interno dello stesso movimento riformatore della Chiesa ma si levarono anche voci contrarie, come quella del vescovo Wazone di Liegi che riteneva che non spettasse al sovrano il potere di deporre un Papa, anche se simoniaco. In ogni caso, oltre che Imperatore, Enrico si era fatto anche nominare patrizio romano, una carica che gli consentiva di influire direttamente sulle future elezioni del romano pontefice. Infatti i successivi Damaso II, Leone IX e Vittore II furono tutti tedeschi, quindi estranei agli ambienti romani, e di fiducia dell'imperatore, contribuendo a importare a Roma il modello della Chiesa imperiale. Con loro la riforma uscì definitivamente dall'ambiente monastico per riversarsi sulla Chiesa secolare.
In particolare, fu il pontificato di Leone IX a vedere un'accelerazione del processo di riforma, essendo egli circondato da un gruppo di validi collaboratori che andarono a formare il collegio dei cardinali, a cui affidò incarichi di rilievo, tra i quali: Alinardo, Umberto di Silva Candida, Federico Gozzelon, futuro Stefano IX, Ildebrando di Soana già segretario di Gregorio VI e futuro Gregorio VII. Questi teologi ebbero un ruolo decisivo nel fornire giustificazioni dottrinali a un rafforzamento del papato a cui si andava ad attribuire l'esclusivo potere di nominare e deporre le alte cariche ecclesiastiche.

## La crisi dell'impero durante la minore età di Enrico IV

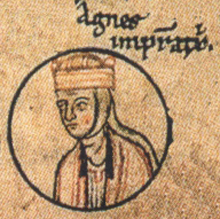
L'imperatrice Agnese di Poitou sulla Chronica Sancti Pantaleonis. La sua reggenza, iniziata dopo la morte del marito Enrico III, si dimostrò particolarmente debole comportando una perdita di influenza dell'Impero sulla Chiesa di Roma

Il 19 aprile 1054 morì a Roma Leone IX e gli succedette Gebehard di Eichstatt con il nome di Vittore II, il quale si impegnò fortemente nella riforma ancora prettamente morale. La sua azione fu, però, condizionata dal decesso dell'imperatore Enrico III (5 ottobre 1056), il quale lasciò la moglie Agnese di Poitou reggente e il figlioletto (il futuro Enrico IV) ancora minorenne.
Agnese si dimostrò fin da subito una regnante insicura ed indebolì la figura imperiale. Così, alla morte di Vittore II, avvenuta il 23 giugno 1057 a causa della malaria, finì la serie dei papi tedeschi ponendo la Chiesa nella necessità di trovare sostegno al di fuori dell'Impero. Questo venne trovato nel margravio di Toscana e duca di Lorena Goffredo il Barbuto che, in cambio del suo servizio, fece eleggere dai cardinali il fratello, Federico di Lorena, con il nome di Stefano IX: questa fu la prima elezione papale dal 1046 avvenuta senza che vi fosse stata l'ingerenza dell'Imperatore.
Il pontificato di Stefano IX non durò molto e non fu particolarmente determinante; il Papa lorenese, infatti, morì già nel 1058 e gli succedette il 24 gennaio 1059, Niccolò II, al secolo Gerardo di Firenze, il quale, con l'appoggio militare di Goffredo il Barbuto, scomunicò l'antipapa Benedetto X precedentemente eletto dalla potente famiglia romana dei Tuscolani e fu intronizzato il 24 gennaio 1059.
Con Niccolò II si delineò una nuova fase della riforma della struttura ecclesiastica: egli diede vita, infatti, a una riforma non soltanto morale, ma anche istituzionale, seguendo il consiglio di Umberto di Silva Candida, secondo il quale non sarebbe mai stato possibile riformare la Chiesa finché il potere di investitura episcopale non fosse stato portato esclusivamente in mano del Papa. Niccolò II, quindi, non colpì soltanto gli abusi della simonia e il matrimonio dei preti, ma identificò le cause, le radici, di questi abusi proprio nella concessione da parte dei laici dell'investitura delle maggiori cariche ecclesiastiche. Egli, perciò, rivendicava la "libertà della Chiesa" e il diritto esclusivo di conferire le cariche, liberandosi del consuetudinario potere giuridico dei laici: cominciava così a delinearsi la cosiddetta "lotta per le investiture".
Nel settembre del 1059 Niccolò II indisse un sinodo romano in cui venne promulgata, con la collaborazione di Umberto di Silva Candida, Ildebrando di Soana e Pier Damiani, la bolla pontificia In nomine Domini (conosciuta anche come Decretum in electione papae), che, convalidando il suo stesso insediamento alla Sede romana, imponeva la procedura da seguire per l'elezione dei suoi successori. Si scindeva così la scelta del Papa da ogni legame (che non fosse soltanto formale, come l'applauso di conferma) con il popolo romano e con l'Imperatore stesso. In poco più di un decennio, dunque, cambiava radicalmente il sistema di elezione pontificale: nel 1046, Enrico III, dopo aver deposto tutti i contendenti al papato, aveva posto di fatto l'elezione sotto la decisione dell'Imperatore, sottraendola al controllo delle famiglie nobili romane e dallo stesso clero di Roma; nel 1059 invece la nomina veniva sottratta non solo alla nobiltà romana, ma anche all'autorità dell'Imperatore, nonostante questi continuasse a essere considerato il sovrano di Roma e del mondo intero.

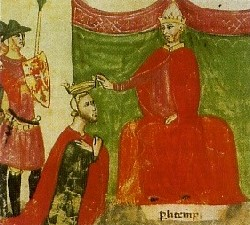
Papa Niccolò II incorona Roberto il Guiscardo

Niccolò II si rese conto della portata rivoluzionaria di questa sua decisione e cercò di assicurarsi una forza politico-militare capace di farla rispettare; quindi trovò un valido alleato nel popolo normanno: messosi in viaggio verso l'Italia meridionale nel settembre del 1059, stipulò con Roberto il Guiscardo e Riccardo I di Aversa il trattato di Melfi, secondo cui, in una logica tipicamente feudale, i Normanni facevano al Papa omaggio di sottomissione e giuramento di fedeltà, riconoscendosi suoi sudditi, mentre la Chiesa romana, nella figura del pontefice, concedeva loro l'investitura su tutti i territori da loro conquistati. In tal modo essi non erano più considerati invasori stranieri della penisola, ma ricevevano il diritto di governare, promettendo di prestare fedelmente aiuto militare al pontefice. Con una sola mossa Niccolò II aveva conquistato la sovranità feudale su gran parte dell'Italia ma, allo stesso tempo, aveva violato il diritto imperiale di Enrico IV, con il quale cominciarono rapporti tesi e difficili.
Deceduto Niccolò II, il gruppo dei cardinali riformatori procedette all'elezione di Anselmo di Lucca, originario di Milano, il quale fu insediato nel 1061 con il nome di Alessandro II con le modalità espresse nel Decretum in electione papae emanato dal predecessore e pertanto senza che l'imperatrice Agnese venisse coinvolta. Poco dopo, nel 1062, al fine di ristabilire l'autorità dell'Impero minata dalla debolezza dimostrata da Agnese, i principi tedeschi, guidati dall'arcivescovo di Colonia Annone, rapirono il principe ereditario, ancora minorenne, portandolo a Colonia e affidandogli formalmente il potere imperiale con il nome di Enrico IV ("colpo di Stato" di Kaiserswerth).
Nel frattempo, con il pontificato di Alessandro II, andò a diffondersi sempre di più l'idea di un rafforzamento della teoria del primato papale, soprattutto per quanto riguarda l'esclusiva prerogativa del pontefice nell'indire concili e nell'investire le più alte cariche ecclesiastiche; una tesi già da tempo ribadita da teologi quali Wazone di Liegi prima, Pier Damiani e Sigfrido di Gorze poi. Tali nuove idee avrebbero portato in poco tempo la Chiesa a scontrarsi contro l'Impero, non appena questo fosse tornato autorevole con la maggiore età dell'imperatore Enrico IV, in un conflitto che sarebbe passato alla storia come la "lotta per le investiture", che avrebbe visto Ildebrando di Soana, successore di papa Alessandro II, morto il 21 aprile 1073, assoluto protagonista.

## Inizia la lotta: lo scontro tra Enrico IV e Gregorio VII

### L'elezione di Ildebrando di Soana e ilDictatus Papae

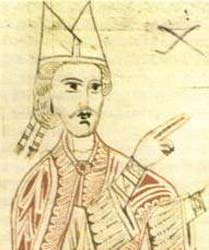
Papa Gregorio VII benedicente (pagina miniata dell'XI secolo)

Durante le esequie di Alessandro II del 22 aprile 1073, la folla radunatasi iniziò ad acclamare a gran voce Ildebrando di Soana come nuovo Papa; lo stesso giorno, questi venne condotto a San Pietro in Vincoli per essere legalmente eletto dai cardinali presenti alla dignità pontificia, col nome pontificale di Gregorio VII. Tale procedimento, tuttavia, non mancò di suscitare contestazioni, poiché non pienamente conforme a quanto previsto dal Decretum in electione papae. In futuro gli avversari di Ildebrando, in particolare Guiberto di Ravenna (futuro antipapa), avrebbero fatto spesso riferimento a questo per delegittimare la sua autorità.
Fin da subito, Gregorio mise in atto la sua politica di tutela dell'indipendenza della Chiesa dal potere laico, intraprendendo trattative favorite dal sostegno proveniente anche da alcuni vescovi dell'Impero. L'obiettivo era quello di «imporre alla Chiesa un modello organizzativo di stampo monarchico e sulla desacralizzazione della carica imperiale». Quanto alle relazioni con il Sacro romano impero, il Papa si trovava in una situazione di favore; la debolezza della monarchia tedesca conseguente alla morte di Enrico III si era accentuata a causa della ribellione dei Sassoni che il figlio Enrico IV, molto più giovane del pontefice, si trovava a dover affrontare.

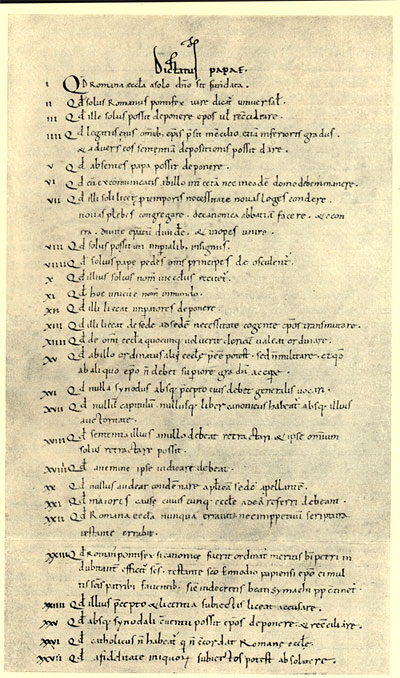
Dictatus papae (Archivio Vaticano)

Nel 1074, Gregorio decise di regolare subito una questione di diritto canonico con re Enrico prima che si potesse procedere alla sua incoronazione a Imperatore: cinque dei suoi consiglieri si trovavano scomunicati ma continuavano a essere presenti alla sua corte. In un primo momento, Enrico si sottomise al Papa: sciolse i suoi rapporti con essi, fece atto di penitenza a Norimberga alla presenza dei legati pontifici e prestò giuramento di obbedienza al Papa, promettendo l'appoggio alla riforma della Chiesa. L'atteggiamento conciliante di Enrico, che gli aveva fruttato la fiducia del pontefice, mutò rapidamente non appena riuscì a sconfiggere i Sassoni nella battaglia Langensalza, combattuta il 9 giugno 1075. Rinvigorito dalla vittoria, Enrico cambiò politica puntando a riaffermare il suo potere come re dei Romani e re d'Italia. Nel settembre dello stesso anno, a seguito dell'omicidio dell'esponente della pataria milanese Erlembaldo Cotta, investì il chierico Tedaldo, arcivescovo di Milano, nonché i vescovi delle diocesi di Fermo e Spoleto, venendo così meno agli impegni presi. Tale azione, in aperto contrasto con papa Gregorio, è considerata come la scintilla che fece scoppiare la "lotta per le investiture". Tuttavia, oltre alla questione relativa alle investiture, fu in gioco il destino del dominium mundi, lo scontro tra i due poteri universali, sacerdotale e imperiale, definito dagli storici del XII secolo «discidium inter sacerdotium et regnum».
Il 1075 fu, probabilmente, anche l'anno in cui Gregorio VII redasse il celebre Dictatus Papae ("Affermazioni di principio del Papa"), una raccolta di incerta natura di ventisette proposizioni, ciascuna delle quali enuncia uno specifico potere del pontefice romano. Il documento esprime la visione teocratica di Gregorio VII: la superiorità dell'istituto pontificio su tutti i sovrani laici, imperatore incluso, è indiscussa, contrastando così il cesaropapismo, ossia l'interferenza del potere politico nel governo della Chiesa. Il papa deriva la propria autorità da Dio «per grazia del principe degli apostoli» (San Pietro), ed è in virtù di questa grazia che il papa esercita il potere di legare e di sciogliere. Dal Dictatus il rapporto tra Stato e Chiesa usciva completamente capovolto: non era più l'imperatore ad approvare la nomina del papa, ma era il papa a conferire all'imperatore il suo potere ed, eventualmente, a revocarlo. È indubbio che in tale visione si voleva recuperare la dottrina delle due potenze proposta da papa Gelasio I nel V secolo secondo cui tutta la cristianità, ecclesiastica e laica, doveva essere soggetta alla magistratura morale del Romano Pontefice; per Gregorio «la dignità apostolica era il sole, quella regia la luna».

### Le accuse a Gregorio nel sinodo di Worms

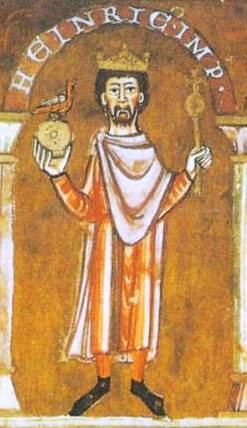
Enrico IV raffigurato nel Vangelo dell'Abbazia di Sant'Emmerano

Per tutto il 1075 Enrico IV continuò a impartire le investiture dei vescovi tedeschi, pur non accettando più offerte in denaro. Come detto, lo scontro tra le due istituzioni scaturì dalla nomina dell'arcivescovo di Milano, una sede molto importante per le relazioni tra Chiesa e Impero: essendo la città lombarda tradizionalmente vicina all'Imperatore, l'arcivescovo svolgeva spesso un ruolo di mediazione tra Papa e re dei Romani. Nel 1074 sia Gregorio VII sia Enrico IV avevano approvato la nomina di Attone, un ecclesiastico vicino alla pataria e l'anno successivo, approfittando della debolezza dei patarini, il sovrano aveva preferito Tedaldo di Castiglione, intervenendo in altre questioni ecclesiastiche pertinenti all'Italia: inviò il conte Eberardo in Lombardia per combattere i patarini (appoggiati invece dalla Chiesa di Roma) e appoggiò apertamente l'arcivescovo di Ravenna Guiberto in opposizione al pontefice romano. Infine cercò di stringere un'alleanza con il duca normanno Roberto d'Altavilla. Gregorio VII protestò con una dura lettera, datata 8 dicembre 1075, accusando Enrico di aver continuato ad ascoltare i cinque consiglieri scomunicati; gli chiese, quindi, che riconoscesse i suoi peccati e se ne pentisse, mostrandosi tuttavia disposto a emendare insieme a lui il testo del decreto contro le investiture dei laici.
Sul finire del 1075 Gregorio VII subì un attentato, da cui Enrico IV dedusse che il pontefice non avesse più il favore dei Romani. Inoltre sapeva che il potente Roberto d'Altavilla, scomunicato, non sarebbe intervenuto in difesa del Papa in caso di attacco a Roma. Pensò allora di sferrare il colpo decisivo convocando un concilio dei vescovi della Germania a Worms, che si riunì il 24 gennaio 1076. Tra gli alti ecclesiastici tedeschi vi erano molti nemici del pontefice, tra cui anche un cardinale, Ugo di Remiremont detto Candido, un tempo alleato ma ora suo avversario. Ugo si recò in Germania per l'occasione e davanti al concilio formulò una serie di accuse nei confronti del Papa che vennero accolte favorevolmente. In un documento pieno di altre colpe che gli venivano imputate, i vescovi tedeschi dichiararono di non accettare più l'obbedienza a Gregorio VII e di non riconoscerlo più come Papa.
(J. M. Watterich, Vitae Romanorum Pontificum, vol. I, p. 373)
In una lettera, Enrico gli rese nota la sentenza di deposizione a cui egli dichiarava di aderire e lo invitava a dimettersi:
Nella sentenza si faceva riferimento a un passo della lettera ai Galati di San Paolo, «se qualcuno vi predica un vangelo diverso da quello che avete ricevuto, sia anàtema!», insinuando così che Gregorio potesse essere perfino equiparato ai falsi profeti. Il concilio inviò due vescovi in Italia che ottennero un atto di deposizione da parte dei vescovi lombardi riuniti in un sinodo a Piacenza. I vescovi tedeschi giustificarono la deposizione di Gregorio sostenendo la presunta irregolarità della sua elezione, avvenuta per acclamazione popolare e non secondo i canoni. Si sostenne anche che egli avesse precedentemente giurato che non avrebbe mai accettato l'ufficio papale e che frequentasse intimamente alcune donne.

### La scomunica di Enrico

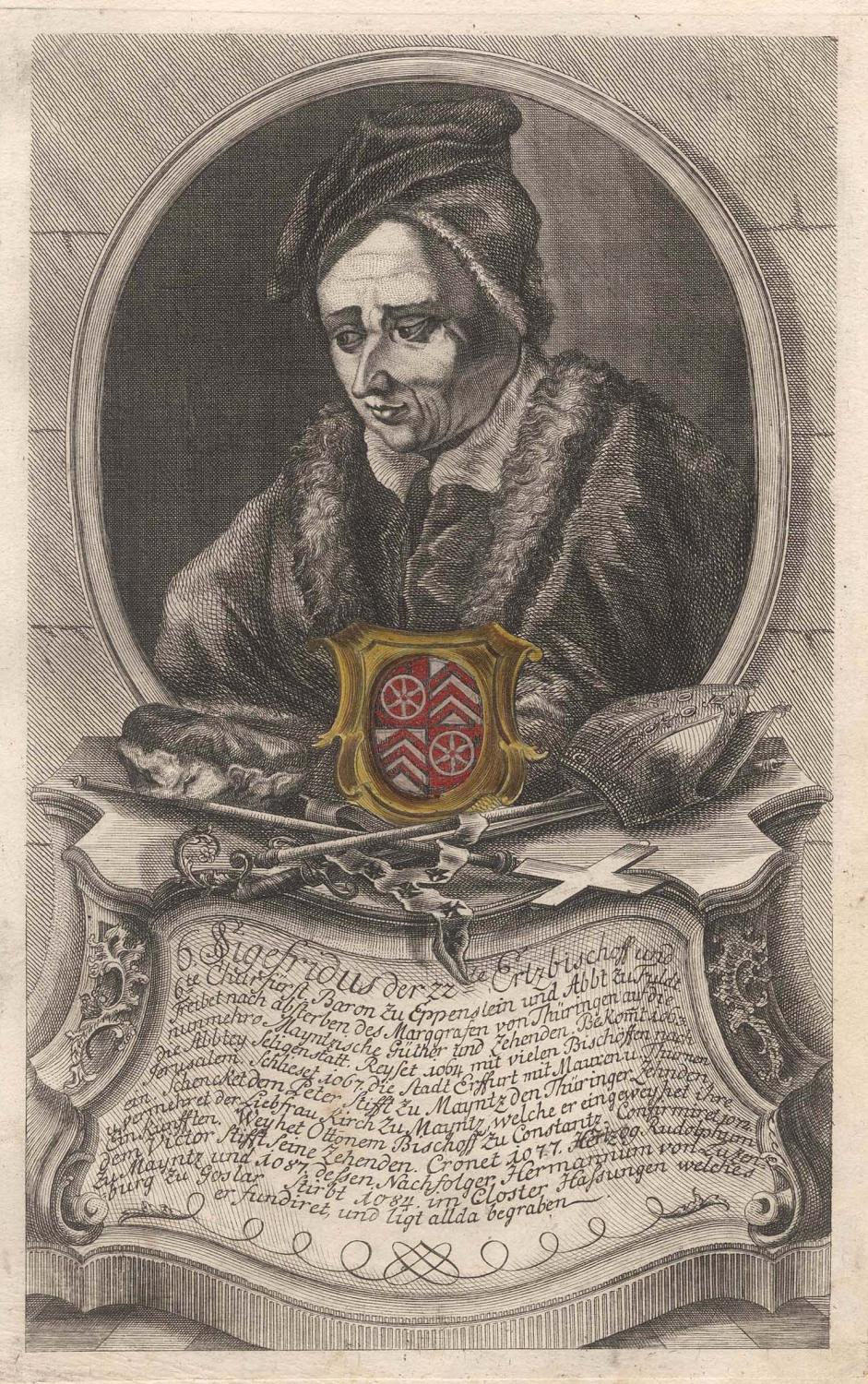
L'arcivescovo Sigfrido I di Magonza, alleato di Enrico IV durante il sinodo di Worms, venne scomunicato da Gregorio VII

La risposta di Gregorio non si fece attendere; il giorno seguente il papa disconobbe i concili scismatici di Worms e di Piacenza e scomunicò l'arcivescovo di Magonza Sigfrido I, quale presidente dell'assemblea. Rivendicata la legittimità del suo pontificato, pronunciò una sentenza di scomunica anche nei confronti di Enrico IV spogliandolo della dignità reale e sciogliendo i suoi sudditi dal giuramento di fedeltà prestato a suo favore. Per la prima volta un papa non solo scomunicava un sovrano, ma lo inibiva dall'esercizio del suo potere regio. A differenza di Enrico, peraltro, Gregorio non sancì formalmente la deposizione del monarca, bensì lo considerò sospeso fino a quando non si fosse pentito. Che cosa producesse realmente questo effetto, o che esso rimanesse una vana minaccia, non dipendeva tanto da Gregorio, quanto dai sudditi di Enrico e, soprattutto, dai principi tedeschi; i documenti dell'epoca suggeriscono che la scomunica del re creò una profonda impressione e divisione tra i cristiani, in quanto si erano abituati a una concezione teocratica e sacra del regnante.
Il decreto di scomunica raggiunse Enrico a Utrecht nella vigilia di Pasqua (26 marzo); la sua reazione fu immediata: in quello stesso giorno rispose con una lettera durissima, nella quale definiva Gregorio «non Papa, ma falso monaco», lo dichiarò deposto e, rivolgendosi ai Romani nella sua qualità di patrizio, chiese loro di abbandonarlo ed eleggere un nuovo Papa.
Trent'anni prima, Enrico III aveva deposto tre Papi che avevano cercato di usurpare il soglio di Pietro, come accennato, ed Enrico IV aveva imitato questa procedura, senza però uguagliarne il successo; la sentenza di Gregorio produsse infatti in Germania un effetto clamoroso: si verificò, presso i vescovi tedeschi, un rapido e generale cambiamento di sentimenti in favore del pontefice. I principi laici colsero l'opportunità per portare avanti le loro politiche anti-regali sotto l'aura di rispettabilità fornita dalla decisione papale. Quando, il giorno di Pentecoste (15 maggio), il re propose di discutere le misure da prendere contro Gregorio in un concilio con i suoi nobili, solo in pochi si presentarono. Una seconda convocazione a Magonza per la ricorrenza di San Pietro (15 giugno) andò deserta. I Sassoni ne approfittarono per risollevarsi e il partito anti-realista accrebbe vieppiù la sua forza. Solo la Lombardia rimaneva fedele a Enrico.

### L'umiliazione di Canossa

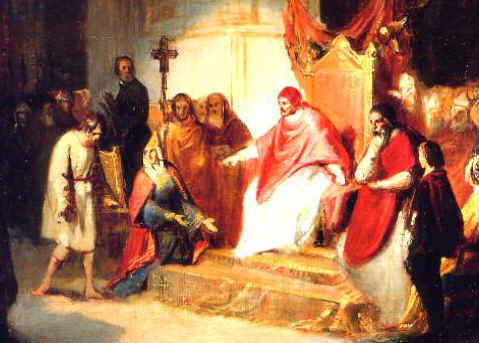
Enrico IV in penitenza di fronte a Gregorio VII a Canossa, in presenza di Matilde, in un dipinto di Carlo Emanuelle

A seguito della scomunica, molti principi tedeschi in precedenza sostenitori dell'imperatore gli volsero le spalle; il 16 ottobre si riunì a Trebur, cittadina sul Reno in Assia, una dieta di principi e vescovi per esaminare la posizione del re a cui presenziò anche il legato pontificio Altmann di Passavia. I principi dichiararono che Enrico doveva chiedere perdono al papa e impegnarsi all'obbedienza; decisero inoltre che, se entro un anno e un giorno dalla sua scomunica (ovvero entro il 2 febbraio dell'anno seguente) la condanna fosse rimasta ancora in vigore, il trono sarebbe stato considerato vacante. Preoccupato, Enrico IV ritenne opportuno trattare: rilasciò una promessa scritta di obbedire alla Santa Sede e di conformarsi alla sua volontà. I principi stabilirono che si sarebbe tenuta nel febbraio 1077 ad Augusta, in Baviera, una dieta generale del regno presieduta del pontefice in persona. In quell'occasione sarebbe stata pronunciata la sentenza definitiva su Enrico.
Gregorio VII ratificò l'accordo e progettò il viaggio in Germania. La situazione era in quel momento diventata estremamente critica per Enrico, per il quale era imperativo, in qualsiasi circostanza e a qualsiasi prezzo, assicurarsi l'assoluzione di Gregorio prima della scadenza dell'anno, altrimenti sarebbe stato quasi impossibile impedire ai suoi avversari di attaccarlo giustificandosi con la scomunica. Decise quindi di recarsi da Ildebrando e partì in dicembre attraversando le Alpi innevate. Poiché i suoi avversari, Rodolfo di Svevia e Bertoldo I di Zähringen, gli impedivano l'accesso ai passi tedeschi, l'imperatore fu costretto a attraversare il passo del Moncenisio.
Il papa era nel frattempo già partito da Roma e l'8 gennaio 1077 giunse a Mantova, nei possedimenti della contessa Matilde, la quale avrebbe dovuto da lì accompagnare fino alle Chiuse di Verona, dove avrebbe trovato la scorta dei principi tedeschi che lo avrebbe condotto fino ad Augusta. Ma, per il grande gelo di quell'anno, il passaggio delle Alpi risultava proibitivo. A Gregorio giunse la notizia che Enrico era in marcia per incontrarlo, accompagnato dalla moglie Berta e dal figlio Corrado, ancora infante. Il re, che aveva viaggiato attraverso la Borgogna, venne accolto con entusiasmo dai lombardi, che gli fornirono anche una scorta armata. Il pontefice, privo di supporto armato, non si sentì al sicuro in Lombardia e quindi decise di arretrare e, tornando sui suoi passi, si fermò a Canossa, nel Reggiano, ospite di Matilde.

Enrico IV penitente davanti a Ugo di Cluny e Matilde di Canossa

Grazie all'intercessione della contessa e del padrino di Enrico Ugo di Cluny, Gregorio accettò di incontrare l'imperatore il 25 gennaio 1077, festa della conversione di San Paolo. Le cronache raccontano che Enrico fosse comparso davanti al castello di Canossa, nell'Appennino reggiano, in abito da penitente e dopo tre giorni il pontefice gli revocò la scomunica, solamente cinque giorni prima del termine fissato dai principi oppositori. L'immagine di Enrico che si reca a Canossa in atteggiamento di umile penitenza si basa essenzialmente su una fonte principale, Lamberto di Hersfeld, un forte sostenitore del Papa e un membro della nobiltà dell'opposizione. La penitenza fu, in ogni caso, un atto formale, compiuto da Enrico, e che il Papa non poteva rifiutare; appare oggi come un'abile manovra diplomatica, che fornì all'Imperatore libertà d'azione limitando allo stesso tempo quella del Papa. Tuttavia, è certo che, a lungo termine, questo evento inferse un duro colpo all'autorità dell'Impero tedesco.
Il gesto di Enrico divenne un evento storico di grande risonanza, anche se non cambiò il corso degli avvenimenti: l'assoluzione dalla scomunica fu l'esito di un negoziato prolungato e avvenne solo dietro l'assunzione di precisi impegni da parte del re. Gregorio VII affermò la suprema autorità papale sui re, attribuendosi l'autorità di stabilire le condizioni in cui essi potevano esercitare il potere regale e in cui i sudditi erano chiamati a obbedirgli. Con la sottomissione di Canossa, Enrico IV riconobbe questo privilegio pontificio. Fu con riluttanza che il papa accettò il pentimento poiché in questo modo la dieta dei principi di Augusta, nella quale aveva ragionevoli speranze di agire da arbitro, sarebbe diventata inutile o, se fosse riuscita a riunirsi, avrebbe cambiato completamente il suo carattere. Fu comunque impossibile negare il rientro nella Chiesa al penitente e gli obblighi religiosi di Gregorio scavalcarono gli interessi politici.
La rimozione della condanna non implicava, tuttavia, una vera riconciliazione e non vi furono basi per la risoluzione della grande questione in gioco: quella dell'investitura. Un nuovo conflitto era pertanto inevitabile per il semplice fatto che Enrico IV, naturalmente, considerava la sentenza di deposizione annullata assieme a quella di scomunica; mentre Gregorio, da parte sua, era intento a riservarsi la propria libertà di azione.

### L'anti-re e la seconda scomunica dell'Imperatore

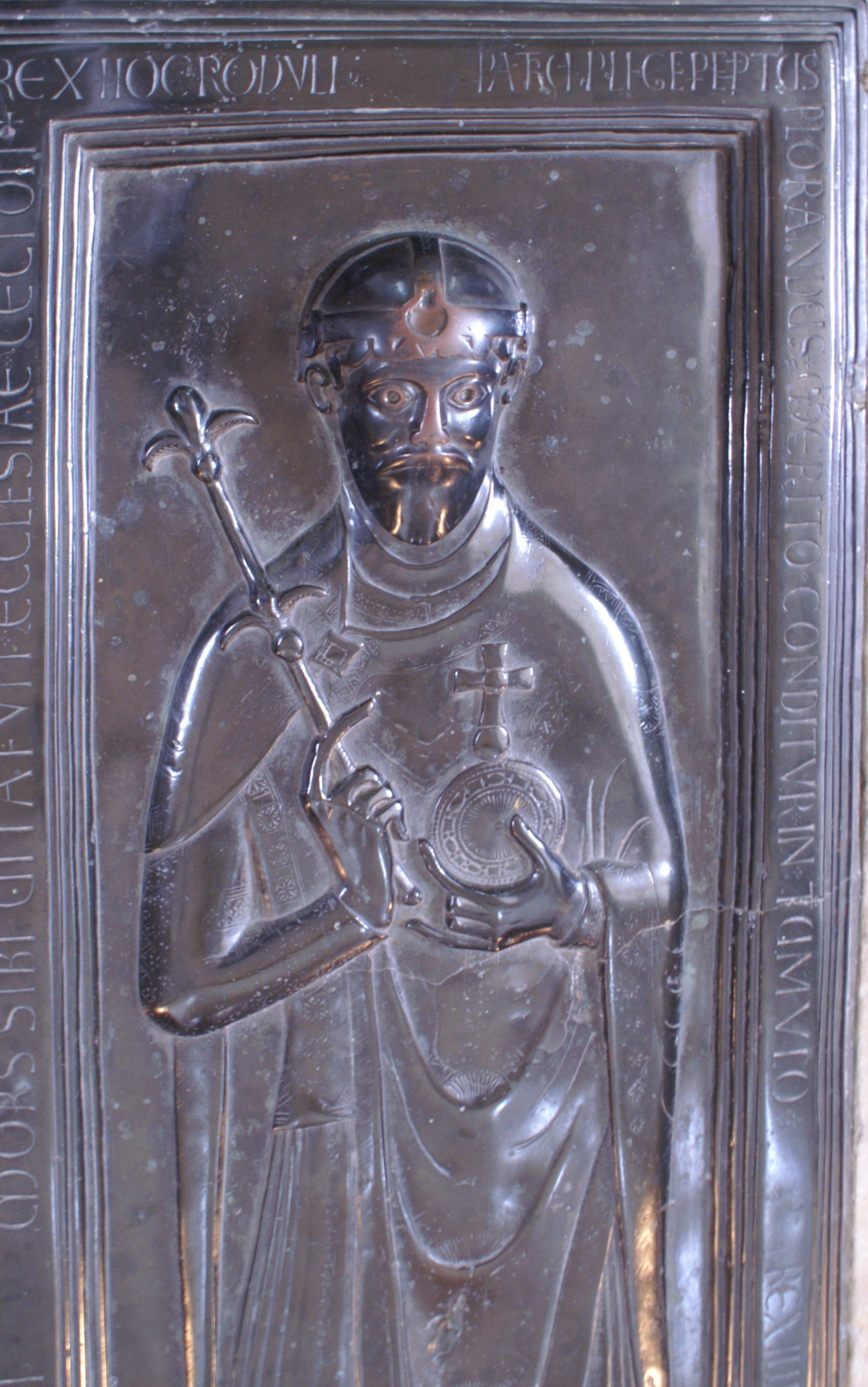
L'anti-re Rodolfo di Svevia

Mentre Enrico IV era ancora in Italia e stava trattando l'assoluzione dalla scomunica, i nobili tedeschi che gli si opponevano si coalizzarono contro di lui. Non solo essi perseverarono nella loro politica anche dopo l'assoluzione, ma si decisero nell'insediare, il 15 marzo 1077 a Forchheim, un re rivale nella persona del duca Rodolfo di Svevia; i principi che lo elevarono al trono gli fecero promettere di non ricorrere mai a pratiche simoniache nell'assegnazione delle cariche episcopali.
Inoltre, venne obbligato a concedere ai principi il diritto di voto nell'elezione imperiale e gli venne negato il diritto di trasferire il suo titolo a eventuali figli, negando il principio dinastico fino ad allora prevalente; quest'ultimo rappresentò il primo passo verso la libera elezione richiesta dai prìncipi dell'Impero. I legati papali presenti all'elezione si mostrarono in apparenza neutrali e Gregorio stesso cercò di mantenere questo atteggiamento negli anni seguenti; il suo compito venne facilitato in quanto i due partiti erano di uguale forza, ognuno alla ricerca di un vantaggio decisivo che portasse il Papa dalla propria parte. Ciononostante il risultato di questa neutralità fu che egli perse gran parte della fiducia di entrambe le parti.

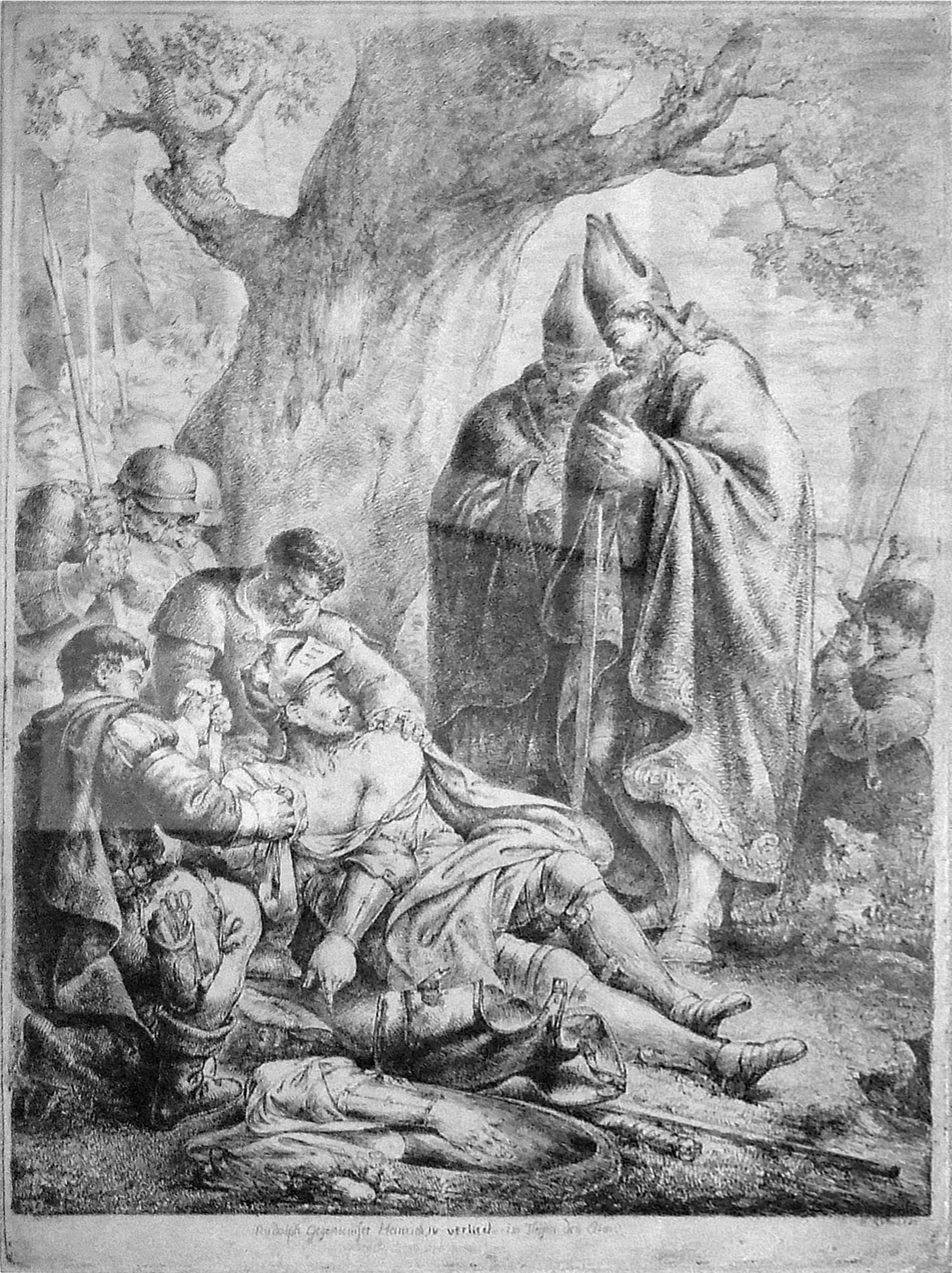
Rodolfo di Svevia ferito a morte

A giugno, Enrico escluse Rodolfo dall'Impero e iniziò a fronteggiarlo in quella che è comunemente conosciuta come la grande rivolta dei Sassoni. Subì due sconfitte iniziali: il 7 agosto 1078 nella battaglia di Mellrichstadt e il 27 gennaio 1080 in quella di Flarchheim. Dopo quest'ultima disfatta, Gregorio scelse di schierarsi con il vincitore, l'anti-re Rodolfo, abbandonando così, su pressione dei Sassoni, la politica attendista e pronunciandosi, il 7 marzo, di nuovo per la deposizione e scomunica di re Enrico.
La seconda condanna papale non ebbe le stesse conseguenze della precedente: il sovrano, più esperto a distanza di quattro anni, affrontò lo scontro con il pontefice con grande vigore e si rifiutò di riconoscere la condanna sostenendone l'illegalità. Convocò dunque a Bressanone un concilio dell'episcopato germanico, in cui protagonista fu nuovamente Ugo Candido, che accusò il pontefice di essere un assassino e un eretico. Il 26 giugno 1080 Enrico IV dichiarò Gregorio deposto e nominò l'arcivescovo Guiberto di Ravenna come suo successore. Inoltre, nella battaglia sull'Elster del 14 ottobre successivo, Rodolfo, nonostante avesse colto una vittoria, perse la mano destra e venne colpito a morte all'addome, morendo il giorno seguente. La perdita della mano destra, la mano del giuramento di fedeltà fatto a Enrico all'inizio del suo regno, fu usata politicamente dai sostenitori di questi (descrivendola come un giudizio di Dio) per indebolire ulteriormente la nobiltà dell'opposizione.
Nel frattempo il pontefice si incontrò con il duca normanno Roberto d'Altavilla (detto il Guiscardo) a Ceprano (città posta circa a metà strada tra Roma e Napoli, sulla via Casilina) dove stipularono un trattato. Il 29 giugno 1080 ritirò la scomunica e gli riconsegnò il titolo di duca, insieme con i territori conquistati. La Santa Sede rinunciava definitivamente agli ex territori dell'impero bizantino nell'Italia meridionale, ma riteneva di aver acquisito un fedele alleato. L'atto fu sostanzialmente una riconferma dell'investitura conferita ai due duchi da parte dei papa predecessori, che vedevano nei Normanni un possibile aiuto militare utile per proteggere la riforma. Infatti essi diventavano vassalli del papato, erano tenuti a versare un non troppo simbolico pagamento di un censo e, soprattutto, si impegnavano ad aiutare la Chiesa a «mantenere, acquisire e difendere i regalia di san Pietro e i suoi possessi [...] a mantenere sicuramente e onorificamente il papato romano».

### L'imperatore in Italia e il sacco di Roma

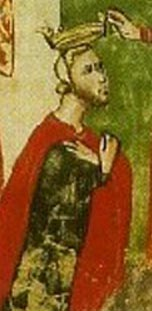
Roberto d'Altavilla, detto "il Guiscardo"

Nel 1081 Enrico, forte della vittoria colta l'anno precedente su Rodolfo, aprì il conflitto contro Gregorio in Italia. Attraversò, quindi, le Alpi e nel febbraio 1082 giunse fino alle porte di Roma dove intavolò trattative che vennero però respinte. Allora mise mano alla forza e tentò di appiccare il fuoco alla basilica vaticana. Con l'anno nuovo, il 1083, tornò ad accamparsi sotto le mura di Roma. Dopo sette mesi di assedio, la città si era indebolita ed Enrico poté varcare le mura della Città leonina, costringendo Gregorio VII a rifugiarsi in Castel Sant'Angelo. Il re rimase in città fino all'autunno inoltrato; ritornò poi in patria sicuro di avere Roma nelle proprie mani. Successivamente Gregorio convocò un sinodo di vescovi per il 20 novembre. Il concilio non scomunicò esplicitamente Enrico, bensì "tutti coloro" che avevano impedito ai vescovi vicini alla Santa Sede di prendervi parte.
Saputo ciò, Enrico entrò nuovamente in Roma il 21 marzo 1084. Tutta la città era in mano sua tranne Castel Sant'Angelo, dove continuava a resistere papa Gregorio a cui oramai gran parte dei cardinali aveva voltato le spalle. Seguì la convocazione di un concilio in San Pietro il 24 marzo per giudicare il papa che venne scomunicato e deposto; al suo posto venne insediato in San Giovanni in Laterano Guiberto di Ravenna, che prese il nome di Clemente III. Il 31 marzo Clemente incoronò Enrico IV Imperatore.

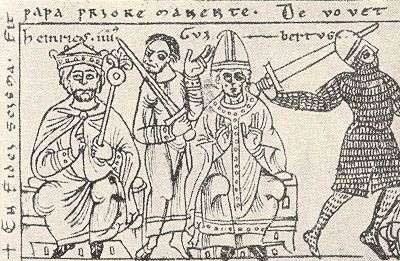
L'antipapa Clemente III (centro) con l'imperatore Enrico IV e con al centro Ermanno II di Lotaringia; immagine dal Codex Jenesis Bose (1157)

Dopo alcuni mesi di assedio e di trattative infruttuose, Gregorio VII mandò a chiamare in suo soccorso il normanno Roberto d'Altavilla, duca di Puglia e Calabria. Avutane notizia, l'antipapa Clemente III ed Enrico IV si allontanarono da Roma il 21 maggio. Tre giorni dopo le truppe normanne entrarono in Roma e liberarono il pontefice. I soldati del duca d'Altavilla devastarono l'Urbe rendendosi responsabili di saccheggi e distruzioni peggiori, se paragonate a quelle del sacco goto del 410 e di quello lanzichenecco del 1527. Gran parte dei resti antichi allora ancora in piedi e delle chiese, vennero spogliati e distrutti; da allora tutta la popolazione di Roma si concentrò nel Campo Marzio (l'ansa del Tevere) e tutto il settore corrispondente ad Aventino, Esquilino, Celio rimase disabitato per secoli. Ugo di Flavigny, raccontando degli eventi, parlò di grandi misfatti, stupri e violenze, compiuti nei confronti di colpevoli e innocenti.
La catastrofe che si era abbattuta sulla Città eterna fu il colpo definitivo che affossò il legame tra Gregorio VII e Roma. Agli occhi dei romani egli non rappresentò altro se non l'uomo che aveva attirato una serie di sventure sulla città. Gregorio capì che quando le truppe normanne fossero ritornate nei loro territori, i romani avrebbero ordito la loro vendetta contro di lui. Decise quindi, nel giugno del 1083, di lasciare Roma a seguito delle truppe dell'Altavilla e di riparare verso il Mezzogiorno. Roma era stata lasciata sguarnita: fu facile per Clemente III riprendere possesso della città.
Con l'arrivo a Roma dell'antipapa Clemente III la situazione era divenuta assai confusa: alcuni vescovi tedeschi si dimostrarono riluttanti a sostenere l'elezione di un antipapa, mentre la maggior parte di quelli a capo delle diocesi dell'Italia settentrionale vennero sospesi da Gregorio VII nel 1085. Come risposta Enrico IV aveva deposto tutti i vescovi germanici che sostenevano il papa in esilio.
Gregorio VII trascorse gli ultimi anni della sua vita a Salerno, città facente parte dei domini di Roberto d'Altavilla. Consacrò la cattedrale e verso la fine dell'anno convocò il suo ultimo concilio in cui rinnovò la scomunica contro Enrico IV e Clemente III. Il 25 maggio 1085 morì.

## La lotta per le investiture in Francia e in Inghilterra

### In Francia

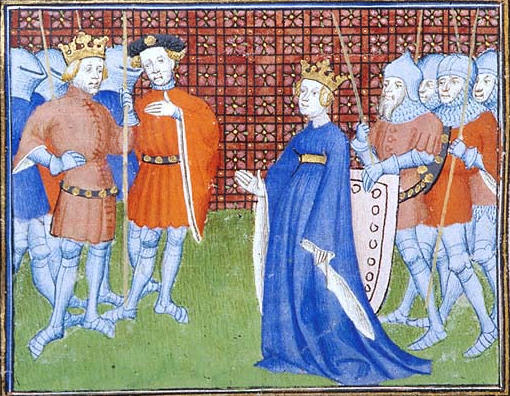
Il re di Francia Enrico I. Egli cercò di nominare vescovi sulla base dell'affidabilità politica per garantirsi il sostegno necessario

La situazione in Francia era profondamente differente rispetto a quella che si palesava in Germania o in Inghilterra: il potere della dinastia capetingia, sul trono incontrastata dal 987, in realtà era esercitato su un territorio ancora assai modesto rispetto a quello dei secoli successivi, comprendente solamente poche diocesi e su alcune delle quali l'influenza era comunque modesta; le restanti regioni erano infatti sotto il controllo della nobiltà.
Con il concilio di Reims del 1049, Papa Leone IX intervenne profondamente sulla chiesa francese, ove non poteva contare su di un regnante sensibile alla riforma, come era il caso dell'Impero di Enrico III: in Francia, per Enrico I era più importante affidarsi a vescovi di comprovata affidabilità politica rispetto alle qualità religiose, in quanto necessitava del loro apporto economico e militare affinché potesse mantenere la supremazia feudale sui propri vassalli.
I papi, quindi, dovettero agire personalmente affinché le alte cariche ecclesiastiche della Francia potessero essere attribuite secondo i canoni e affinché si potessero estirpare le frequenti situazioni di simonia e di matrimonio nel clero. Per raggiungere questi scopi i pontefici ricorsero all'azione dei legati a cui veniva dato l'incarico di diffondere i decreti e sostenere la loro osservanza. Nonostante gli inevitabili scontri tra questi riformatori e i sovrani non si arrivò mai a un grave conflitto preferendo optare per accordi e compromessi.
La situazione divenne più tesa quando Gregorio VII nominò due vescovi francesi come suoi rappresentanti permanenti: Ugo di Die, per la Borgogna e le regioni settentrionali, e Amato d'Oleron per le regioni più meridionali. Tra i due fu Ugo quello che agì con maggior decisione rimuovendo diversi vescovi considerati simoniaci e contestualmente nel sinodo di Autun venne dichiarato il divieto del potere temporale di intervenire sulle nomine ecclesiastiche. L'azione del vescovo dovette far fronte all'ostilità di gran parte dell'episcopato di Francia che rifiutava energicamente il dover sottomettersi a lui. Il re Filippo I di Francia, invece, mantenne un profilo moderato pur continuando a dimostrare uno scarso interesse verso la diffusione della riforma.

### In Inghilterra

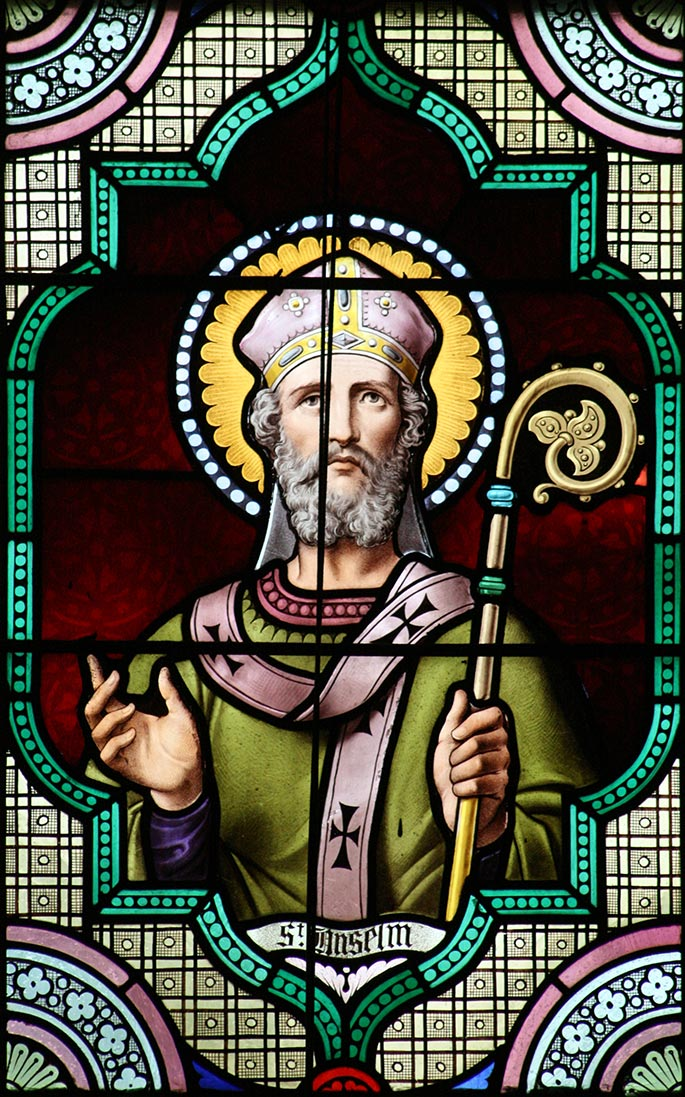
Anselmo d'Aosta, qui ritratto in una vetrata inglese, fu protagonista della lotta per le investiture in Inghilterra

Nel 1066 il duca normanno Guglielmo il Conquistatore, dopo aver ottenuto il permesso da papa Gregorio VII nonostante l'opposizione della curia, invase l'Inghilterra strappandola agli anglosassoni. Completata la conquista dell'isola, impose energicamente sui suoi nuovi territori la riforma della Chiesa, anche grazie all'azione di Lanfranco di Pavia, nominato nel 1070 arcivescovo di Canterbury. Guglielmo fece instradare la Chiesa inglese verso un modello di tipo feudale in cui i vescovi e gli abati erano obbligati a fornire, alla stregua dei baroni del regno, una quota di armati per i bisogni della corona. Nonostante ciò, il forte controllo esercitato dal duca sulla chiesa finì per raffreddare i rapporti con Gregorio VII, complice anche il rifiuto da parte di Guglielmo di prestare il giuramento feudale nei confronti della chiesa. Inoltre, la corona inglese godette di sufficiente potere da potersi mantenere neutrale nella complicata lotta che intercorreva tra il pontefice e l'imperatore Enrico IV. La situazione rimase invariata con il successore di Guglielmo, il figlio Guglielmo II il Rosso.
Le cose cambiarono con la nomina ad arcivescovo di Canterbury di Anselmo d'Aosta il quale, fortemente legato ai suoi obblighi verso la Chiesa, lottò a favore della riforma e contro la simonia rifiutando di essere considerato un feudatario della corona inglese. La sua iniziativa lo condusse a un duro scontro con re Guglielmo II che finì con il suo esilio da cui poté far ritorno solamente alla morte del re, quando salì al trono il successore Enrico I, di sincera fede religiosa e bisognoso di ogni supporto in quanto cadetto e non inizialmente destinato al trono. Questi promise solennemente di rispettare le libertà della Chiesa ma non arrivò ad accettare il divieto di investitura da parte dei laici e del giuramento feudale da parte degli ecclesiastici che gli chiedeva Anselmo a seguito di quanto era emerso nel concilio di Roma tenutosi agli inizi del 1099. Nonostante questa contrapposizione, Anselmo ed Enrico cercarono una soluzione compromissoria mossi da «Anselmo per uno spontaneo desiderio di pace, il re per considerazioni di ordine politico, la curia perché non voleva metter in gioco l'obbedienza e l'unione con Roma dell'Inghilterra».
Nonostante l'accordo siglato nel 1107, il predominio della corona inglese sulla Chiesa rimase immutato subendo, tuttavia, un declino durante la contesa (conosciuta come "anarchia") tra Stefano di Blois e Matilde per la corona che favorì l'influenza di Roma. L'assassinio di Thomas Becket avvenuto nel 1170 durante il regno di Enrico II di Inghilterra fermò la svolta indipendentista della Chiesa inglese.

## Una lotta ideologica

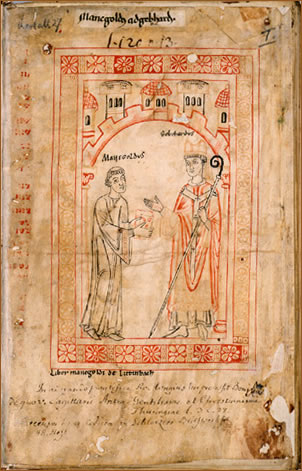
Il Liber ad Gebehardum di Manegoldo di Lautenbach dove il teologo si inserisce nella questione della lotta per le investiture

La lotta che vide contrapposti riformatori della Chiesa e Impero non ebbe solamente risvolti militari ma fu anche un conflitto ideologico fatto di scritti, sermoni e comizi nelle piazze che arrivarono a coinvolgere, forse per la prima volta da molto tempo, gli ideali delle masse popolari. Tra il 1080 e il 1085 vennero redatte, da entrambe le parti in causa, 24 formulazioni contraddittorie l'un con l'altra e, complessivamente, circolarono circa 150 testi in lingua latina sul tema della lotta per le investiture. Alle violente denunce inoltrate dalla cancelleria di Enrico IV avevano risposto le lunghe lettere che Gregorio VII aveva inviato ai chierici, con alcune delle quali si vietava di ricevere i sacramenti da un prete sposato o non casto, mentre altre paventavano la minaccia di privare i fedeli dei sacramenti. Il divieto di simonia provocò anche numerosi dibattiti sulla legittimità del potere temporale in seno alla Chiesa e sulla proposta di escludere dal clero tutti coloro che avevano ricevuto l'investitura da parte di un antipapa o da un sostenitore dell'imperatore. I due più importanti teologi del tempo che affrontarono la questione furono Pier Damiani e Umberto di Silva Candida, quest'ultimo di posizioni nettamente più intransigenti rispetto al primo.
In una società in cui il clero era il principale depositario della conoscenza e della capacità di scrivere, il papa poté contare su un gran numero di autori ecclesiastici. I monasteri fedeli alle tesi del pontefice furono un efficace intermediario e Manegoldo di Lautenbach arrivò persino a teorizzare che l'autorità reale fosse una delega del potere da parte del popolo, il quale poteva ritirarla nel caso che il monarca si fosse comportato da tiranno e non avesse agito nell'interesse del popolo. Il partito imperiale, invece, perorava le tesi dell'istituzione divina della regalità e della sacralità della missione dell'imperatore, capo e protettore del popolo cristiano. I giuristi di Bologna e Padova proposero una nuova interpretazione del diritto romano, con la quale si confermava l'imperatore come sovrano e il papa come solamente un suddito alla stregua di tutti gli altri. Sigebert di Gembloux pose il dibattito in una prospettiva storica: l'Impero era passato dai Romani ai Franchi e dai Franchi ai Tedeschi, dunque, prima o poi, tutti i regni si sarebbero uniti all'Impero, in quanto questa era la volontà di Dio.

## Il prosieguo coi successori di Gregorio

### La morte di Enrico IV

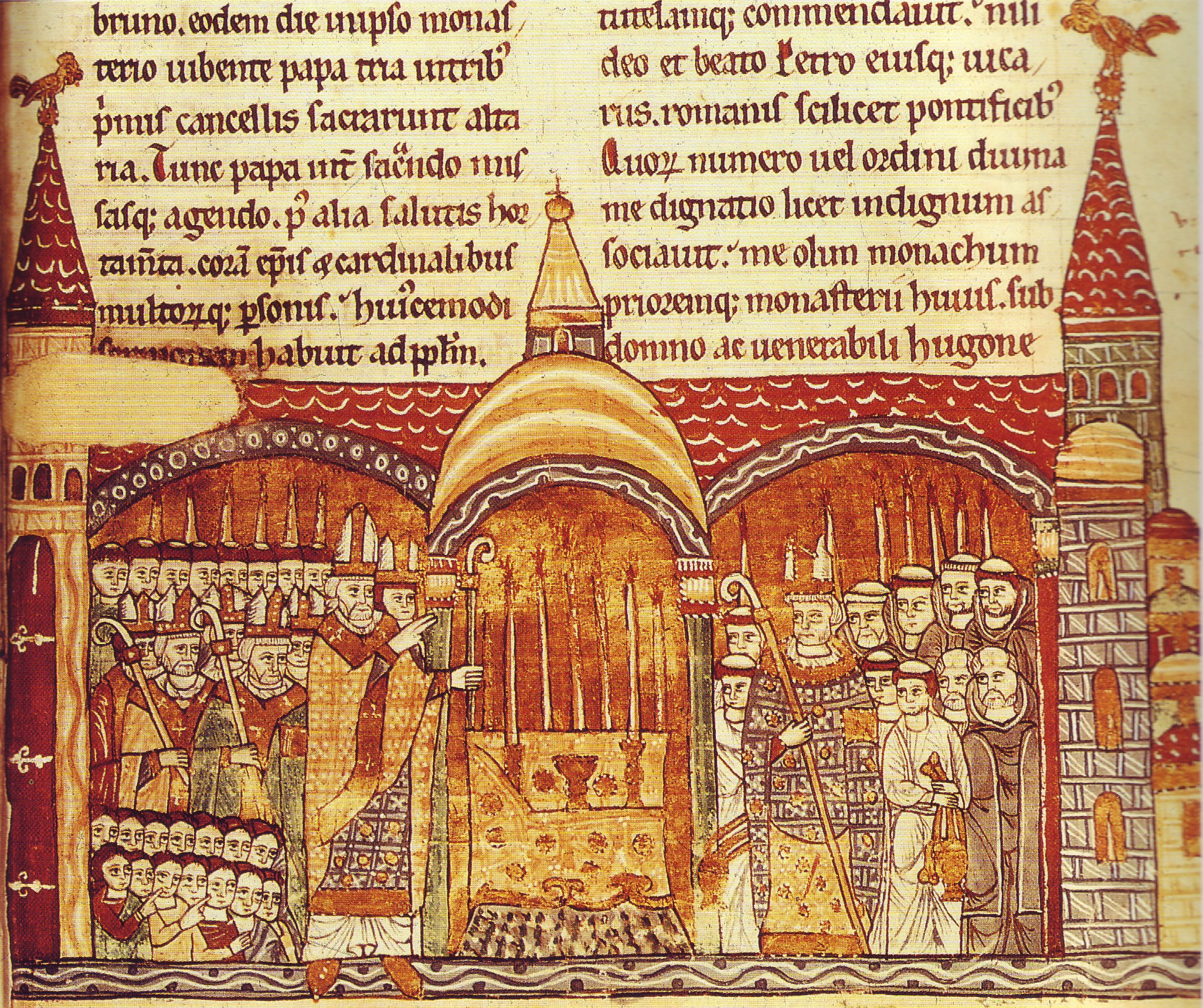
Papa Urbano II consacra l'altare del monastero di Cluny in cui fu priore prima di diventare papa

Alla morte di Gregorio VII non venne eletto alcun papa per due anni; la sede vacante terminò con l'elezione del fragile Vittorio III, il cui pontificato durò solamente dieci mesi. Questa improvvisa debolezza del papato portò Enrico IV a ritenere che una vittoria decisiva sarebbe stata alla sua portata, per quanto non fossero finite per lui le difficoltà. A Vittorio III succedette Urbano II, un monaco cluniacense di indole decisamente diversa e pronto a opporsi all'imperatore, il quale nel frattempo era impegnato ad affrontare due rivolte: la prima scoppiata in Baviera nel 1086 e una seconda guidata dal figlio Corrado di Lorena, eletto re di Germania nel 1087, ma istigata dalla contessa Matilde di Canossa. Tra il 1093 e il 1097 Corrado, occupando i passi delle Alpi, riuscì a privare il padre bloccato in Italia di qualsiasi possibilità di far ritorno in Germania. Nello stesso momento, Urbano II aveva intrapreso un viaggio in Francia dove partecipò al Concilio di Clermont del 1095; in quell'occasione fece il celebre appello alla cristianità da cui scaturì la prima crociata con la quale si mobilitò tutta la società cristiana occidentale. Nel 1099 morì e il soglio pontificio andò a Pasquale II, anch'egli monaco cluniacense.

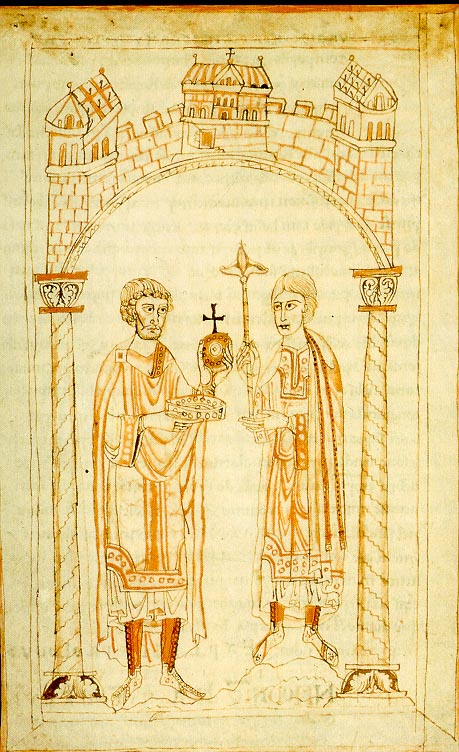
Enrico IV cede il trono al figlio Enrico V, immagine tratta dalla Cronica di Ekkehard von Aura

Nel 1105 Pasquale II appoggiò una congiura ordita contro l'imperatore Enrico IV e organizzata dall'imperatrice Adelaide di Kiev e dal suo secondo figlio, il futuro Enrico V. Quest'ultimo, dopo aver fatto deporre cinque anni prima il fratello Corrado, era riuscito a prendere il comando della nobiltà tedesca. La congiura ebbe successo ed Enrico IV, fatto prigioniero, venne costretto ad abdicare in favore del figlio in occasione della dieta imperiale di Magonza. Enrico IV sarebbe morto nel 1106 a Liegi, ancora scomunicato e senza poter ricevere una sepoltura religiosa fino al 1111, quando sarebbe stato inumato nella cattedrale di Spira. Nel frattanto, la Chiesa germanica, stanca del conflitto, si era lasciata convincere degli effetti negativi prodotti dalla simonia e così i vescovi avevano iniziato ad abbandonare gli affari politici per dedicarsi sempre di più agli aspetti religiosi propri del loro ministero. Nonostante l'ostinata resistenza che Enrico IV aveva dimostrato per tutta la sua vita, la riforma gregoriana si era oramai diffusa in Germania.

### Il conflitto tra Enrico V e Pasquale
Sebbene inizialmente Enrico V si fosse appoggiato ai sostenitori della riforma gregoriana per deporre suo padre, appena ebbe consolidato il suo potere mutò atteggiamento, opponendosi al potere pontificio e riprendendo la consuetudine di investire i vescovi. Dal canto suo, Pasquale II, dopo aver rinnovato il divieto per il potere secolare di perseverare con tale pratica, ritenne di poter negoziare approfittando del fatto che lo stesso Enrico V auspicava di essere incoronato imperatore dal papa. Quando egli si recò in Italia nella speranza di poter convincere Pasquale II, questi gli propose una soluzione radicale che mirava a rompere definitivamente i legami tra episcopato e impero. Il sovrano, impossibilitato a recepire una richiesta così radicale, rinunciò alle investiture secolari ma in cambio ottenne che i vescovi cedessero le insegne, vale a dire i diritti su città, ducati, marchesati, pedaggi, valute sui mercati che detenevano in base alle loro funzioni amministrative. Tali concessioni suscitarono una forte opposizione da parte della Curia romana e dei vescovi germanici.
Il 12 febbraio 1111, durante la cerimonia dell'incoronazione, prima che i vescovi esplicitassero le loro proteste, Enrico V dichiarò l'accordo inapplicabile, suscitando il rifiuto del pontefice di procedere oltre con il rito. Pasquale venne allora imprigionato e, tre mesi più tardi, obbligato a sottoscrivere quello che le fonti chiamano "privilegio di Ponte Mammolo", con il quale l'imperatore veniva incoronato e al tempo stesso gli veniva conferito il potere di investitura con anello e pastorale. La fazione imperiale sembrò così trionfare, tuttavia gli alti livelli ecclesiastici non poterono accettare tale situazione e così il concilio lateranense del 1112 dichiarò nulle tutte le concessioni fatte durante la prigionia papale. Inoltre, il re si trovò a dover affrontare un malcontento generale dilagante in tutta la Germania e proprio là, nel suo regno, le truppe imperiali subirono due gravi sconfitte. Nel 1114 venne scomunicato e, questa volta, il clero tedesco si schierò dalla parte del papa e due vescovi riformatori vennero nominati a Metz e a Magdeburgo. Ciononostante Enrico V incorporò nel 1115 nei domini dell'Impero i feudi italiani appartenenti a Matilde di Canossa. Pasquale II morì nel 1118 e il nuovo pontefice, Gelasio II, si rifiutò di incontrare l'imperatore per paura di essere imprigionato e lasciò Roma all'arrivo di quest'ultimo. Come in precedenza suo padre, il sovrano elesse un antipapa, Gregorio VIII.

## La pace: il concordato di Worms

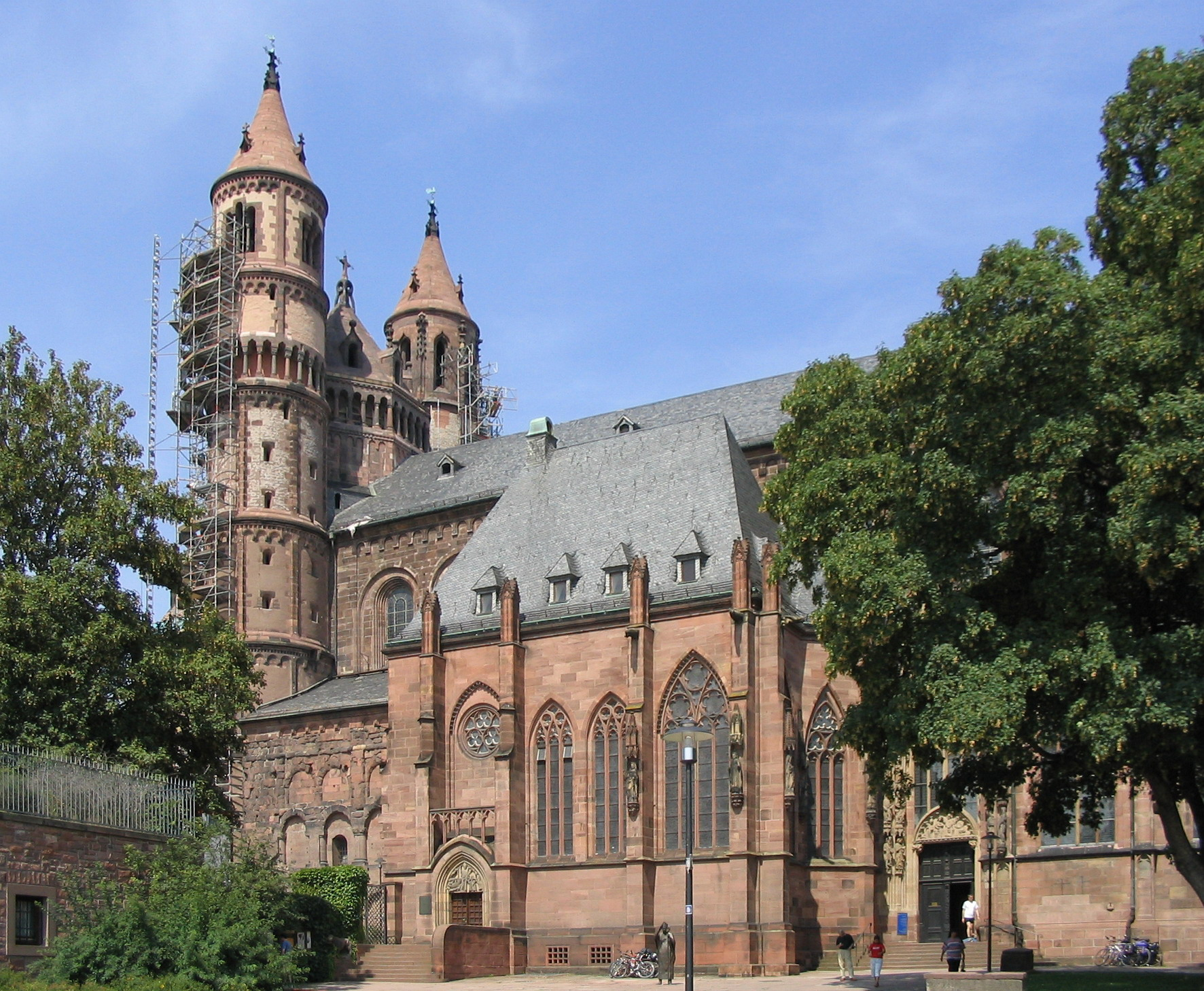
La cattedrale di Worms, possibile luogo ove venne stipulato il concordato

Gelasio II morì in esilio a Cluny nel gennaio 1119. I prelati germanici, stanchi del conflitto, speravano in una soluzione che potesse soddisfare entrambe le parti. Il nuovo papa, Callisto II, iniziò subito i negoziati con l'imperatore, a cui parteciparono i legati papali Guglielmo di Champeaux, Pietro Abelardo e Ponzio di Melgueil, ma senza arrivare al successo sperato. Mentre l'esercito imperiale e i ribelli della Sassonia erano pronti a scontrarsi, i principi germanici, riuniti su iniziativa dell'arcivescovo di Treviri, ordinarono a Enrico V di sottomettersi al papa qualora avesse conservato "l'onore dell'Impero". Iniziò così un anno di difficili negoziati che portarono a diverse scomuniche, tra cui quelle dell'antipapa Gregorio VIII, di molti sostenitori dell'impero, come il giurista bolognese Irnerio, e quella dello stesso sovrano. Fu il legato papale Lamberto da Bologna, vescovo di Ostia e futuro Onorio II, a svolgere l'attività diplomatica necessaria per ricucire lo strappo. Così, grazie a lui, dopo aver ottenuto il perdono papale, venne ritirata all'imperatore la scomunica senza che gli fosse stato imposto di fare penitenza.
Il compromesso definitivo venne comunque raggiunto il 23 settembre 1122 grazie al noto concordato di Worms, un modello per gli sviluppi successivi delle relazioni tra Chiesa e Impero. Secondo il concordato, l'imperatore rinunciava alla sua prerogativa di investitura con bastone e anello pastorale accettando la libera elezione dei vescovi da parte del capitolo dei canonici della cattedrale. Tuttavia, a lui o a un suo rappresentante veniva garantita la possibilità di presenziare alla nomina e, nel caso fossero sorti conflitti, di intervenire a favore del candidato da lui considerato più degno. Inoltre, sempre al sovrano era concesso di porre in atto l'investitura temporale del vescovo sotto forma della consegna di uno scettro, un simbolo privo di connotazione spirituale ma che rappresentava il trasferimento di non meglio definite regalie che corrispondevano ad alcuni doveri giuridici. Questo in Germania doveva avvenire prima dell'investitura spirituale, mentre in Italia e in Borgogna solamente dopo che era avvenuta l'ordinazione, segno che in quel territorio l'influenza dell'impero nella nomina di vescovi e abati era oramai scemata. Infine, papato e impero sottoscrissero la promessa di conservare la pace raggiunta. L'accordo, quindi, sembrava aver posto fine alla lotta per le investiture e segnò l'inizio del tramonto del cesaropapismo in Occidente.

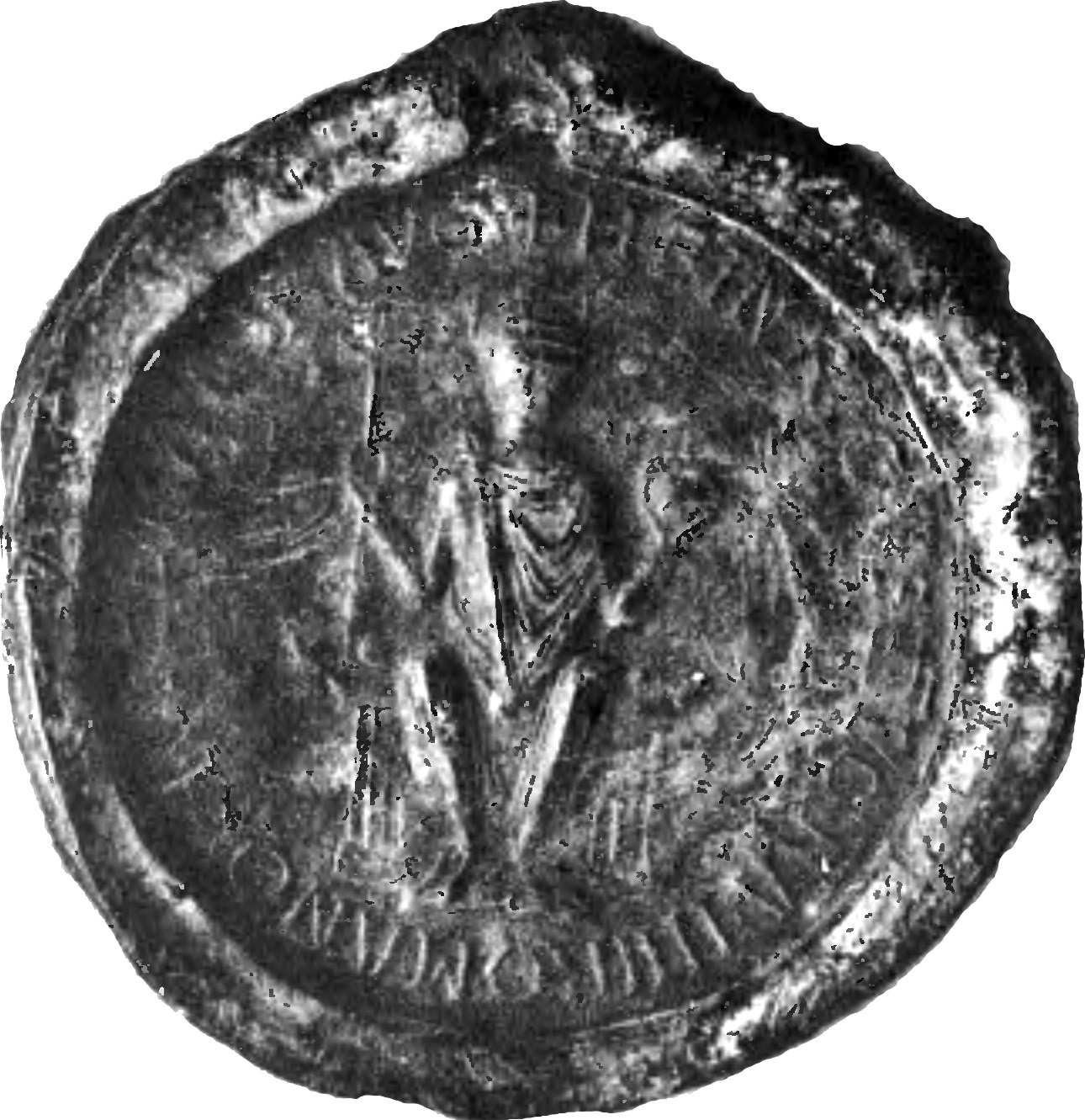
Il sigillo di Enrico V

Il papato riuscì, per un certo periodo, a sottrarre il controllo del clero secolare ai sovrani rafforzando così il suo prestigio; Callisto II si affrettò a riunire un concilio ecumenico (Concilio Lateranense I), il primo dopo quello di Costantinopoli dell'869, con cui vennero ratificate le disposizioni del concordato di Worms, condannata nuovamente la simonia, il matrimonio o concubinato del clero e venne posta una stretta sull'influenza dei laici sulle proprietà e sul reddito della Chiesa. Il papato acquisì gli elementi e le caratteristiche di una monarchia, ma la Santa Sede non riuscì comunque a imporre il suo dominium mundi. La separazione tra potere temporale e spirituale permise una graduale secolarizzazione del potere imperiale che andò a indebolirsi progressivamente. In effetti, scomuniche e deposizioni iniziarono a minare le strutture della società feudale. Il compromesso si tradusse in gran parte in una sconfitta per l'Impero: i prelati non furono più gli ufficiali del sovrano temporale, ma vassalli, come i principi laici, e la struttura amministrativa degli ottoniani perse la sua solidità.
Nonostante il raggiungimento di questo compromesso, il conflitto non era ancora del tutto finito. Riprese vigore nel 1154 con l'inizio della cosiddetta "disputa tra sacerdozio e Impero" che si concluse, un secolo più tardi, con la sconfitta totale degli imperatori germanici. Intorno al 1220, Federico II di Svevia finì addirittura per rinunciare ai privilegi che gli erano stati concessi dal concordato di Worms in terra germanica.

### Esplicative
1. ↑  Nella raccolta delle lettere pontificali di Gregorio VII, è inserito fra due missive datate marzo 1075. In Barbero e Frugoni, 2001, p. 99.
2. ↑  «Egli comprese ch'era giunto il momento di portare a fondo l'attacco. Nel 1075 vietò a tutti i laici, pena la scomunica, d'investire un qualunque ecclesiastico. Poi formulò, in 27 proposizioni stringate, il Dictatus papae, la sua concezione secondo la quale il pontefice aveva in terra potere assoluto ed era in grado di deporre gli stessi sovrani laici». In Cardini e Montesano, 2006, p. 195.
3. ↑  In una lettera all'imperatore, papa Gelasio I, affermò che «due sono, o imperatore augusto, i princìpi dai quali il mondo è retto, la sacra auctoritatis dei pontefici e la pubblica potestas regale». In Cantarella, 2005, p. 11.
4. ↑  Anche se Enrico con il perdono ottenuto a Canossa fosse riuscito a rimanere sul trono di Germania, l'umiliazione subita indebolì il suo prestigio e quello dello stesso trono imperiale che iniziò a perdere quella connotazione universalistica che l'aveva sempre contraddistinto. Alcuni storici intravedono nella perdita di autorevolezza della figura dell'imperatore diverse conseguenze, come l'affermazione dei comuni medievali, il successo della prima crociata senza che vi fosse stato il coinvolgimento del potere temporale o il rafforzamento di altri sovrani europei. Si dovranno aspettare i regni di Imperatori energici, come Federico Barbarossa e Federico II di Svevia, perché la figura imperiale potesse riacquistare il prestigio perso. In D'Acunto, 2020, pp. 12, 76; Verger, 1997, pp. 52-56; Montanari, 2006, pp. 141-142.
5. ↑  L'investitura di Roberto il Guiscardo avvenne con queste parole: «Io, papa Gregorio, investo te, duca Roberto, della terra che ti hanno concesso i mei antecessori di santa memoria Niccolò e Alessandro [...] onde d'ora in poi ti porti, in onore di Dio e di san Pietro, in modo tale che si confaccia a te di agire e a me di ricevere senza pericolo per l'anima tua e per la mia». In Cantarella, 2005, p. 233.
6. ↑  Guido da Ferrara scrisse: «Offeso da questi oltraggi, il popolo romano concepì un odio inesorabile nei confronti di Ildebrando, e riversò tutto il proprio favore su Enrico, legandosi a lui con tali vincoli d'affetto che per il sovrano l'offesa subita dai Romani divenne più importante di centomila monete d'oro». In Cantarella, 2005, p. 285.

### Bibliografiche
1. ↑  Blumenthal, 1990, p. 22.
2. ↑  Blumenthal, 1990, p. 55.
3. ↑  Blumenthal, 1990, pp. 60-61.
4. ↑  Barbero e Frugoni, 2001, p. 256.
5. ↑  Blumenthal, 1990, p. 62.
6. ↑  Blumenthal, 1990, pp. 62-63.
7. ↑  Blumenthal, 1990, p. 64.
8. ↑  Blumenthal, 1990, pp. 68, 75.
9. ↑  Duffy, 2001, pp. 142-143.
10. ↑  Barbero e Frugoni, 2001, p. 229.
11. ↑  Blumenthal, 1990, p. 23.
12. ↑  Blumenthal, 1990, pp. 25, 29-32.
13. ↑  Cantarella, 2003, pp. 13-27.
14. ↑  Blumenthal, 1990, p. 79.
15. ↑  Blumenthal, 1990, pp. 79-80.
16. ↑  Blumenthal, 1990, p. 82.
17. ↑  Blumenthal, 1990, pp. 82-83.
18. ↑  Blumenthal, 1990, p. 86.
19. ↑  Duchesne, 1892, p. 331.
20. ↑   Benedetto IX, in Enciclopedia dei Papi, Roma, Istituto dell'Enciclopedia Italiana, 2000.
21. ↑  Rendina, 2005, pp. 367-369.
22. 1 2  Blumenthal, 1990, p. 87.
23. ↑  Blumenthal, 1990, p. 88.
24. 1 2  Montanari, 2006, p. 138.
25. ↑  Blumenthal, 1990, p. 114.
26. ↑  Blumenthal, 1990, p. 106.
27. ↑  Blumenthal, 1990, pp. 120-121.
28. ↑  Blumenthal, 1990, p. 126.
29. ↑  Blumenthal, 1990, pp. 124-125.
30. ↑  D'Acunto, 2020, p. 80.
31. ↑  D'Acunto, 2020, pp. 80-82.
32. ↑   Niccolò II, in Enciclopedia dei Papi, Roma, Istituto dell'Enciclopedia Italiana, 2000.
33. ↑  Montanari, 2006, p. 139.
34. ↑  D'Acunto, 2020, pp. 81-82.
35. 1 2  Blumenthal, 1990, pp. 121-122.
36. 1 2 3   Enrico IV imperatore, in Treccani.it – Enciclopedie on line, Roma, Istituto dell'Enciclopedia Italiana.
37. ↑  Fliche, 1950, pp. 75-77.
38. ↑  Balard, Genêt e Rouche, 2003, p. 176.
39. ↑  Montanari, 2006, p. 139.
40. ↑  Montanari, 2006, p. 140.
41. ↑  Blumenthal, 1990, pp. 157-159.
42. ↑  Salvatorelli, 1940, p. 89.
43. ↑  Cantarella, 2005, p. 144.
44. ↑  Rovan, 1994, p. 119.
45. ↑  Cantarella, 2005, pp. 147-148.
46. ↑  Mayeur et al., 1995, p. 121.
47. ↑  Barbero e Frugoni, 2001, p. 99.
48. 1 2  Salvatorelli, 1940, p. 94.
49. ↑  Barbero e Frugoni, 2001, p. 100.
50. ↑  Rendina, 1983, pp. 316-322.
51. ↑  Cantarella, 2005, p. 11.
52. ↑  Salvatorelli, 1940, p. 90.
53. ↑  Salvatorelli, 1940, p. 91.
54. ↑  Cantarella, 2005, pp. 150-151.
55. ↑  Blumenthal, 1990, pp. 167-169.
56. 1 2   Ugo di Remiremont, detto Candido o de Caldario, in Treccani.it – Enciclopedie on line, Roma, Istituto dell'Enciclopedia Italiana.
57. ↑  Cantarella, 2005, pp. 138-139.
58. 1 2  Cantarella, 2005, p. 139.
59. ↑  Salvatorelli, 1940, p. 92.
60. ↑  Blumenthal, 1990, p. 169.
61. ↑  Cantarella, 2005, pp. 156-157.
62. ↑  Cantarella, 2005, pp. 164-166.
63. ↑  (EN)  Medieval Sourcebook: Henry IV: Letter to Gregory VII, Jan 24 1076 Archiviato il 21 ottobre 2020 in Internet Archive.
64. ↑  Cantarella, 2005, pp. 160-161.
65. 1 2  Salvatorelli, 1940, p. 95.
66. 1 2  Blumenthal, 1990, pp. 170-171.
67. 1 2  Cantarella, 2005, pp. 167-168.
68. ↑  Blumenthal, 1990, p. 171.
69. ↑   Paolo Golinelli, Matilde di Canossa, in Dizionario Biografico degli Italiani, vol. 72, Treccani, 2008. URL consultato il 25 novembre 2013 (archiviato il 3 dicembre 2013).
70. ↑  Blumenthal, 1990, pp. 172-173.
71. ↑  Cantarella, 2005, pp. 168-169.
72. ↑  Salvatorelli, 1940, p. 97.
73. 1 2  Cantarella, 2005, pp. 170-173.
74. ↑  Rapp, 2003, p. 141.
75. ↑  Blumenthal, 1990, p. 173.
76. ↑  Cantarella, 2005, pp. 201, 213-214.
77. ↑  Cantarella, 2005, pp. 216-218.
78. ↑  Cantarella, 2005, pp. 226-228.
79. ↑  Duffy, 2001, p. 157.
80. ↑  Blumenthal, 1990, pp. 173-174.
81. ↑  Cantarella, 2005, pp. 232-235.
82. ↑  Salvatorelli, 1940, p. 103.
83. ↑  Salvatorelli, 1940, p. 104.
84. ↑  Salvatorelli, 1940, p. 105.
85. ↑   Enrico IV imperatore, in Enciclopedia Italiana, Roma, Istituto dell'Enciclopedia Italiana.
86. 1 2  Salvatorelli, 1940, p. 107.
87. ↑  Cantarella, 2005, pp. 280-284.
88. ↑  Cantarella, 2005, p. 284.
89. ↑  Cantarella, 2005, p. 285.
90. ↑  Duffy, 2001, pp. 157-158.
91. ↑   Gregorio VII, santo, in Enciclopedia dei Papi, Roma, Istituto dell'Enciclopedia Italiana, 2000.
92. ↑  D'Acunto, 2020, pp. 159-160.
93. ↑  Salvatorelli, 1940, p. 108.
94. ↑   Gregorio VII papa, santo, in Enciclopedia Italiana, Roma, Istituto dell'Enciclopedia Italiana.
95. ↑  Blumenthal, 1990, pp. 205-206.
96. ↑  Blumenthal, 1990, p. 206.
97. ↑  Blumenthal, 1990, pp. 206-207.
98. 1 2  Blumenthal, 1990, p. 207.
99. ↑  Blumenthal, 1990, p. 208.
100. ↑  Blumenthal, 1990, p. 209.
101. ↑  Blumenthal, 1990, p. 210.
102. ↑  Blumenthal, 1990, pp. 196-197.
103. ↑  Blumenthal, 1990, p. 199.
104. ↑  Blumenthal, 1990, p. 200.
105. ↑  Blumenthal, 1990, pp. 201-202.
106. ↑  Blumenthal, 1990, pp. 202-203.
107. ↑  Blumenthal, 1990, p. 203.
108. ↑  Blumenthal, 1990, p. 204.
109. ↑  Blumenthal, 1990, p. 205.
110. 1 2  D'Acunto, 2020, pp. 192-194.
111. ↑  Ghellinck, 1969, p. 80.
112. ↑  D'Acunto, 2020, pp. 55-65.
113. ↑  Rapp, 2003, p. 142.
114. ↑  Rovan, 1994, p. 122.
115. ↑  Rovan, 1994, p. 123.
116. ↑  Rapp, 2003, p. 143.
117. ↑  Blumenthal, 1990, pp. 187-188.
118. ↑   Urbano II, beato, in Enciclopedia dei Papi, Roma, Istituto dell'Enciclopedia Italiana, 2000.
119. 1 2   Pasquale II, papa, in Dizionario biografico degli italiani, Roma, Istituto dell'Enciclopedia Italiana.
120. ↑  Blumenthal, 1990, pp. 192-193.
121. ↑  Blumenthal, 1990, p. 218.
122. ↑  Mayeur et al., 1995, p. 127.
123. ↑  Blumenthal, 1990, pp. 220-221.
124. ↑  Blumenthal, 1990, pp. 221-222.
125. ↑  Blumenthal, 1990, p. 221.
126. ↑  Rapp, 2003, p. 148.
127. ↑  Blumenthal, 1990, pp. 222-223.
128. ↑  Montanari, 2006, p. 141.
129. ↑  Blumenthal, 1990, p. 225.
130. ↑  Blumenthal, 1990, p. 226.
131. ↑  Chélini, 1991, pp. 293-295.